# Chuối chiên
Chuối chiên là một món ăn nhẹ dùng để tráng miệng hay ăn vặt của ẩm thực Đông Nam Á và tiểu lục địa Ấn Độ, với nguyên liệu chính là quả chuối, dầu (hoặc mỡ) và bột (thường là bột mì) và các thành phần khác như muối, đường, trứng gà, mật ong, bơ hay rượu... được chế biến bằng phương pháp rán, món này ăn ngon khi còn nóng để có độ giòn. Món ăn này dễ làm và thông dụng từ nông thôn đến thành thị, tại gia đình hay thường được bày bán tại các quán ở vỉa hè, các nhà hàng,... Những miếng bánh chuối vừa rán xong, dẻo thơm, ngọt ngào là món ăn nhẹ hoặc ăn chơi lý tưởng vào mùa lạnh.

## Sự phổ biến

### Tại Brunei
Chuối chiên là một món ăn nhẹ truyền thống ở Brunei, nơi chúng được gọi là cucur pisang. cucur pisang. Chúng tương tự như pisang goreng ở Indonesia và Malaysia. Cucur pisang madu là một biến thể của quả dưa chuột làm bằng mật ong, được ưa chuộng như một bữa ăn nhẹ buổi chiều (minum petang).

### Tại Campuchia

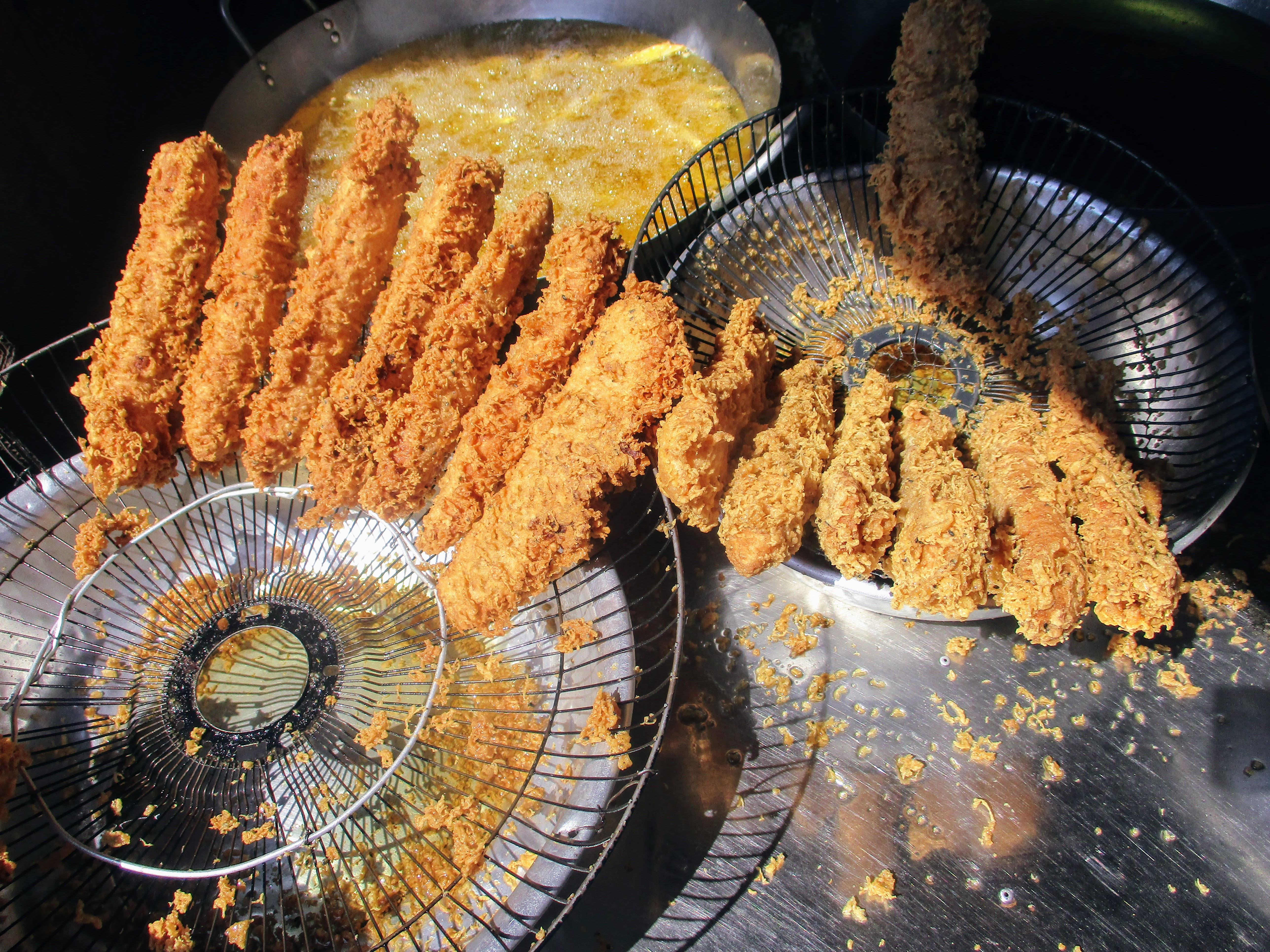
Chuối chiên xù kiểu Khmer bán tại một phiên chợ ở Siem Reap

Trong tiếng Khmer, chuối chiên được gọi là num chek chien (នំ ចេកចៀន). Chúng được làm bằng cách nhúng chuối dẹt vào hỗn hợp đặc của bột gạo, hạt mè, lòng trắng trứng và nước cốt dừa, nêm muối và đường rồi chiên trong dầu nóng cho đến khi giòn và vàng. Chuối chiên của Campuchia có vị mặn hơn là ngọt và thường được ăn như một món ăn nhẹ với kem dừa như một món ăn kèm phổ biến. Một cửa hàng chiên chuối nổi tiếng ở Campuchia là Chek Chean Pises hoạt động từ năm 2000, có hai địa điểm ở Phnom Penh-tại Đại lộ Mao Tse Tong và Đại lộ Kampuchea Krom.

### Ấn Độ

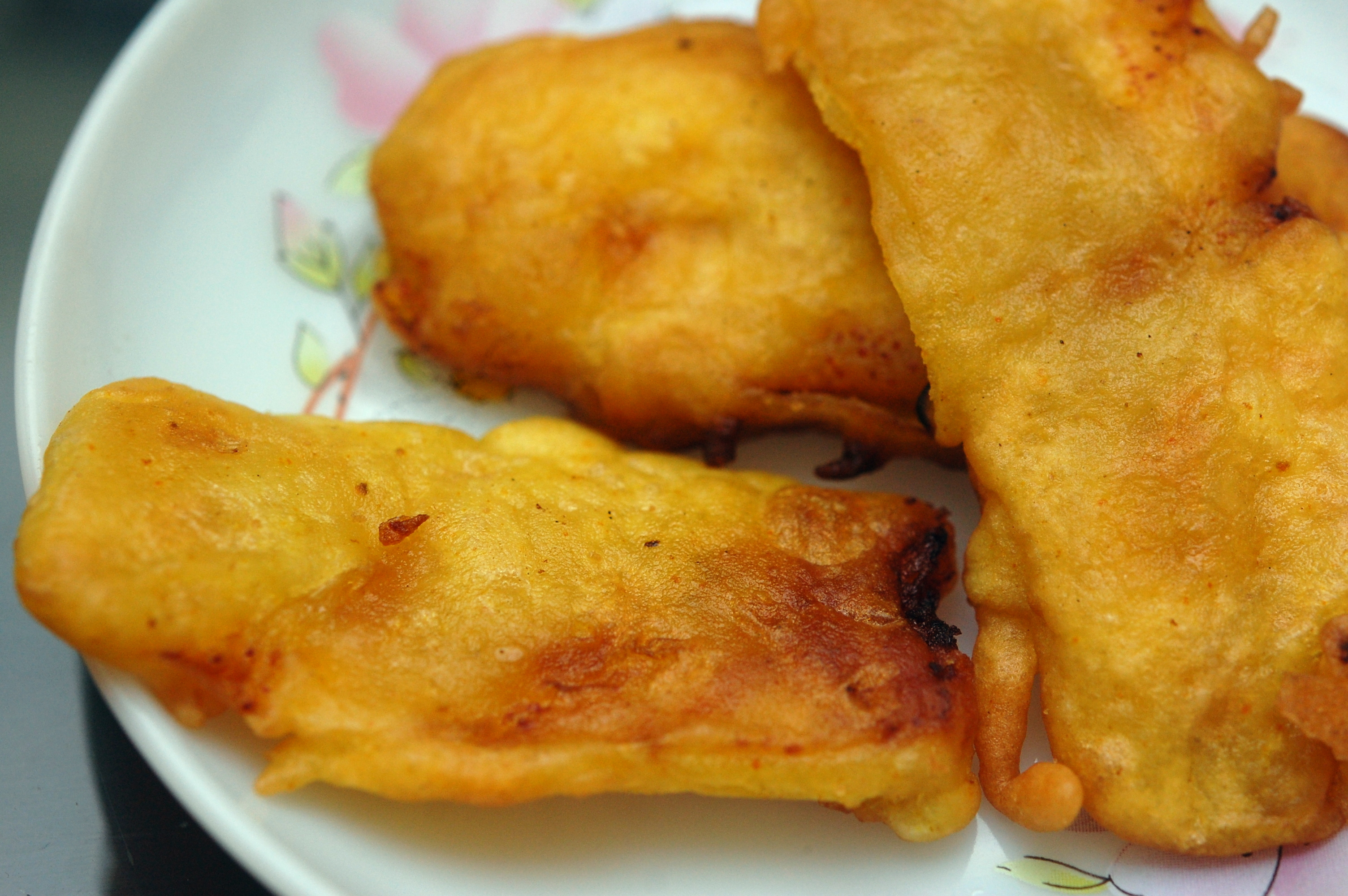
Pazham pori - chuối chiên Ấn Độ

Vazhakkappam hoặc pazham pori (tiếng Malayalam: പഴം പൊരി), còn được gọi là ethakka appam, "boli", và bekachi là một loại thực phẩm rán với chuối chín hoặc chuối chín  và bột maida. Một món ăn phổ biến trong các món ăn Nam Ấn, đặc biệt là ở Kerala, nó thường được ăn như một bữa sáng hoặc một bữa ăn nhẹ. Nó được gọi là balekayi bajji ( ಬಾಳೆಕಾಯಿ ಬಜ್ಜಿ ) trong tiếng Kannada , vazhakkay bajji trong tiếng Tamil và aratikaya bajji(అరటికాయ బజ్జి) trong tiếng Telugu.
Pazham pori chủ yếu được làm từ chuối hoặc chuối. Vỏ cây được rạch theo chiều dọc sau khi gọt vỏ và được nhúng vào bột làm từ bột mì đa dụng, muối, bột nghệ và đường. Sau đó chiên ngập dầu trong dầu cho đến khi có màu vàng nâu. Ở các bang Nam Ấn Độ khác như Karnataka và Tamil Nadu , tuy nhiên, nó được chế biến bằng cách sử dụng bột besan.
Pazham pori thường được phục vụ cùng với trà hoặc chai như một món ăn nhẹ vào buổi tối. Trong một số nhà hàng, pazham pori được phục vụ cùng với thịt bò.

### Tại Indonesia

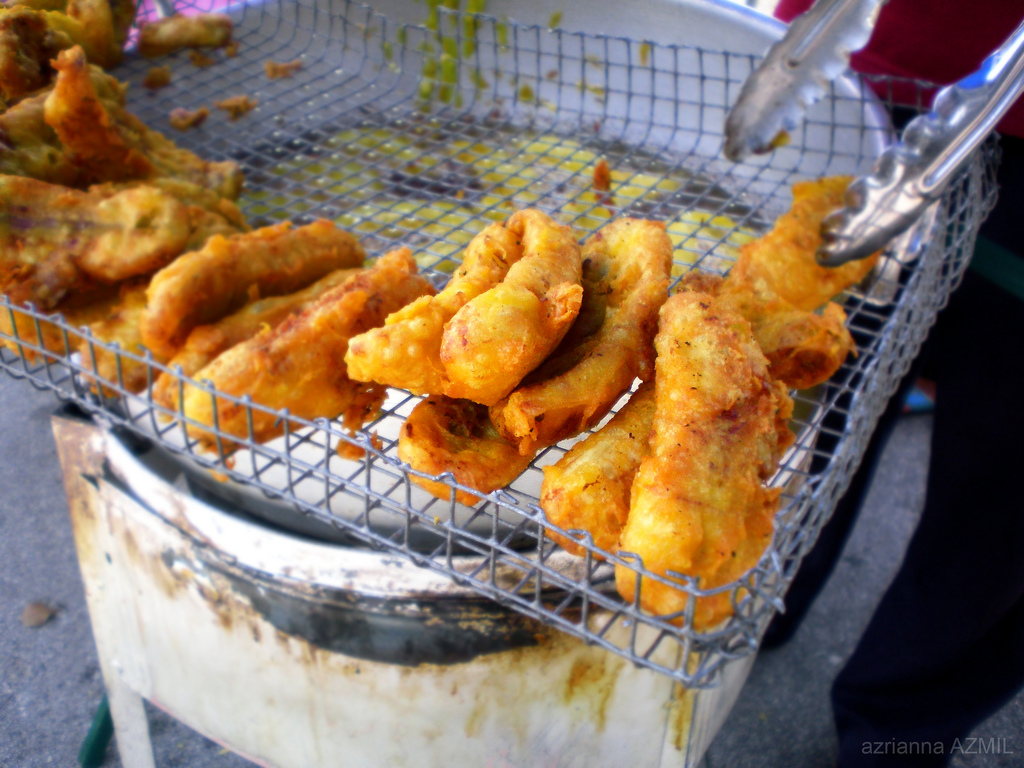
Pisang goreng - chuối chiên Indonesia

Ở Indonesia, chuối chiên thường được gọi là pisang goreng. Chúng thường được bán bởi những người bán hàng rong, Ở Indonesia, pisang goreng được chiên giòn trong nhiều dầu ăn; chúng có thể được phủ bằng bột hoặc không.
Plantain thường được sử dụng thay vì chuối. Theo truyền thống, một số giống chuối trồng như pisang raja, pisang tanduk và pisang kepok là những loại chuối phổ biến nhất được sử dụng cho pisang goreng. Loại chuối này có vị chua ngọt nhẹ và kết cấu chắc, không bị nát khi chiên. Tuy nhiên, Pisang raja có kết cấu mềm hơn và mùi thơm.  Chuối thường được đập dập và sau đó chiên ngập dầu cọ. Pisang goreng có thể được chiên giòn hoặc chiên giòn. Bột thường sử dụng kết hợp bột mì ,lúa mì, bột gạo , bột sắn hoặc vụn bánh mì. Một số công thức có thể thêm nước cốt dừa hoặc sữa và chiết xuất vani vào bột để tăng thêm mùi thơm.

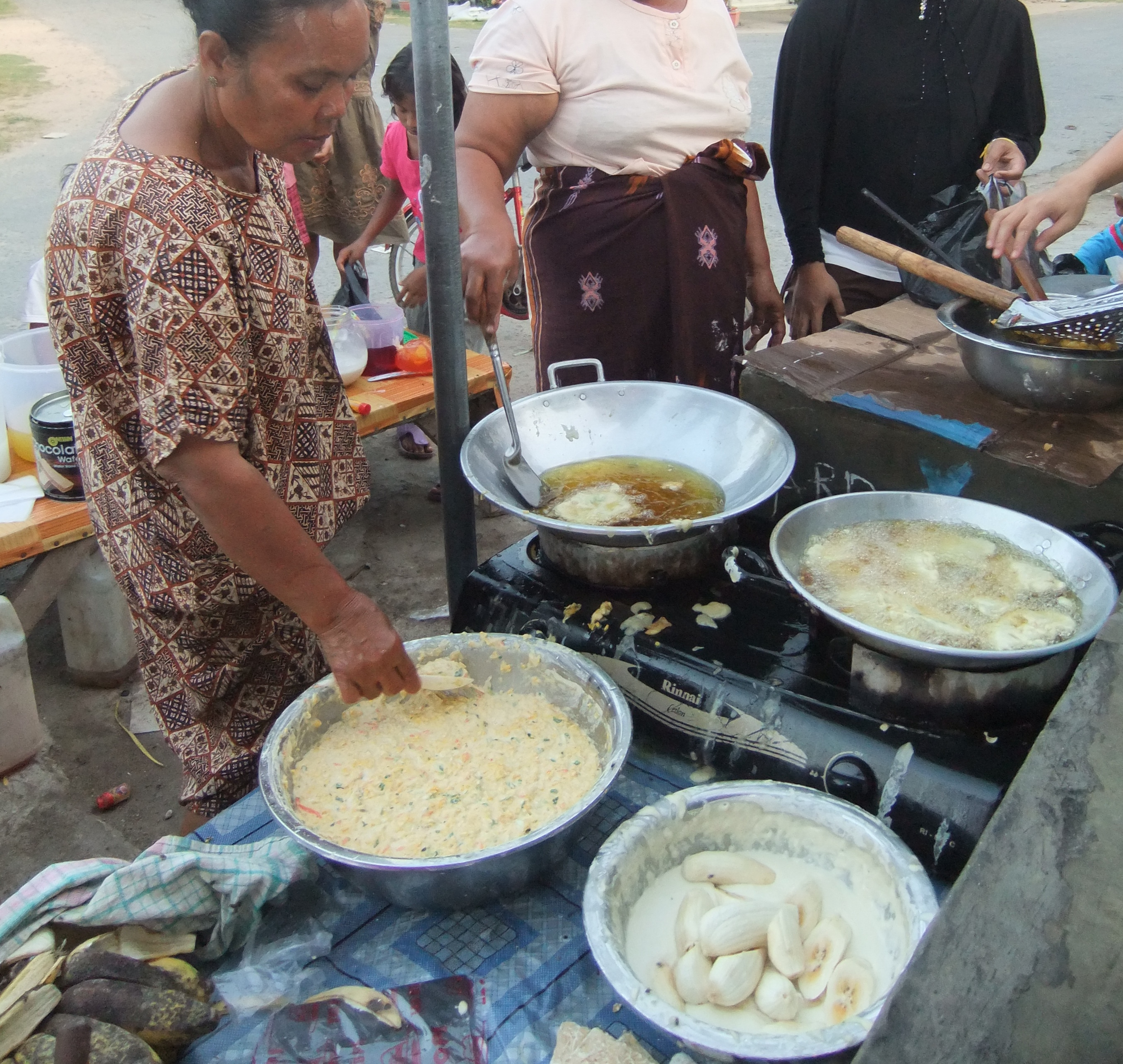
Một phiên chợ ven đường ở Indonesia bán chuối chiên pisang goreng

Hầu hết những người bán hàng rong sẽ bán chúng như cũ mà không có bất kỳ thành phần bổ sung hoặc lớp phủ nào. Tuy nhiên, các cửa hàng cà phê, quán cà phê và nhà hàng cao cấp hơn phục vụ món pisang goreng phức tạp hơn rắc đường bột, đường quế, phô mai, mứt, sữa đặc, sôcôla hoặc kem vani.
Ở Indonesia , nó được dùng như một món ăn nhẹ để dùng kèm với trà hoặc cà phê, vào buổi sáng hoặc buổi chiều muộn. Warung kopi (quán cà phê địa phương) truyền thống thường cung cấp bánh pisang goreng và các món ăn nhẹ khác, bao gồm cả khoai tây chiên và kue để ăn kèm với đồ uống như cà phê hoặc trà.
Chuối chiên cùng các loại món chiên ngập dầu khác được bán trên các xe du lịch hoặc những người bán hàng rong trên khắp Indonesia. Ngoài pisang goreng, nhiều loại nguyên liệu khác nhau được đập dập và chiên giòn như tempeh , mendoan , đậu phụ (tahu goreng), oncom (một trong những loại thực phẩm truyền thống chủ yếu của ẩm thực Tây Java), khoai lang , sắn lát, khoai mì (cireng), rau (bakwan) và bánh mì.
Mỗi vùng ở Indonesia đã phát triển các công thức khác nhau cho món pisang goreng với nhiều tên gọi, nguyên liệu và kỹ thuật nấu ăn khác nhau. Ví dụ, ở Bali, pisang goreng được gọi là godoh biu, ở Tây Java nó được gọi là cau goreng, ở Java là gedhang goreng, ở Sibolga là pisang rakit và ở Pontianak 
là  pisang kipas.
Pisang goreng thường được bán cùng với các món rán gorengan khác bao gồm đậu phụ rán và tempeh. Tuy nhiên, Pisang goreng Pontianak rất phổ biến ở Indonesia với một số cửa hàng bán lẻ chỉ bán loại chuối chiên này.

#### Các biến thể của pisang goreng

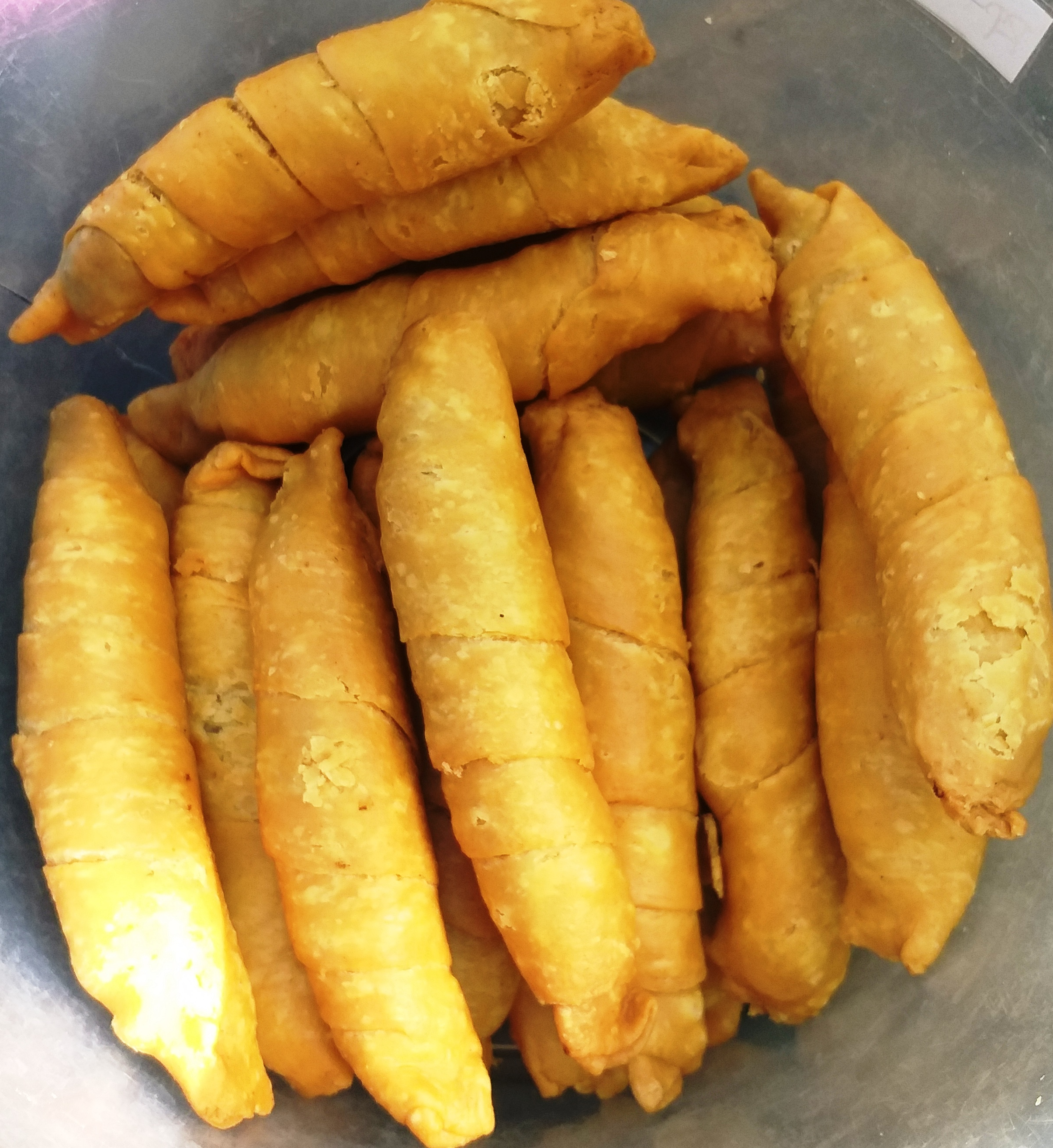
Pisang molen

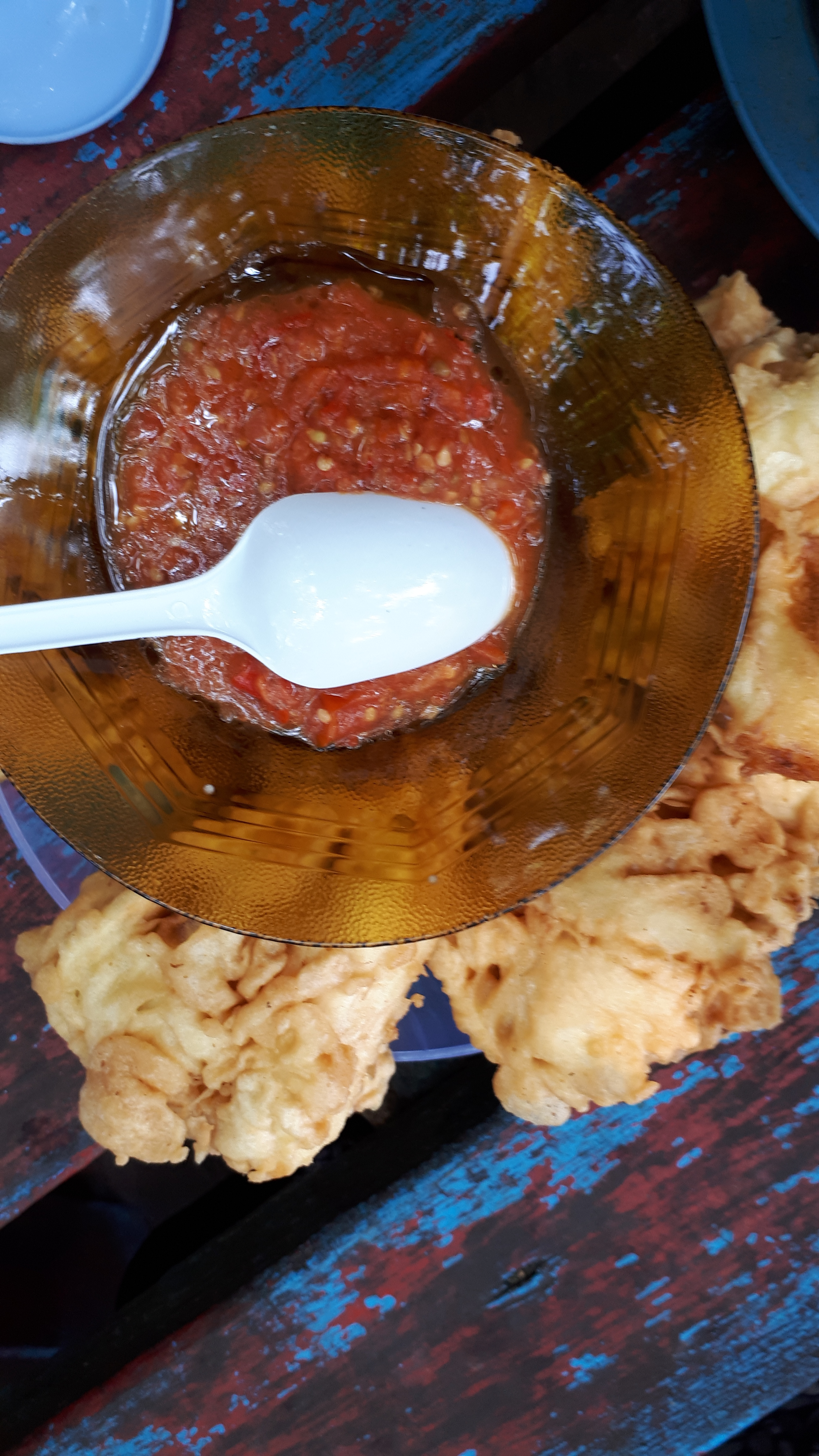
Pisang goreng Manado, ăn kèm với sốt sambal roa cay

Indonesia có nhiều kiểu pisang goreng, bao gồm:
- Pisang goreng kipas hoặc Pisang goreng Pontianak: Là chuối được cắt hình nan quạt, đập dập và chiên giòn. Thuật ngữ pisang goreng Pontianak thường được sử dụng thay thế cho pisang goreng kipas, vì cả hai đều có hình dạng giống chiếc quạt tương tự nhau, nhưng loại trước đây thường được tẩm đường hoặc ăn kèm với mứt dừa (coconut jam).[15]
- Pisang goreng pasir:

Nghĩa đen là "chuối chiên cát", vụn bánh mì l được thêm vào bột, dẫn đến lớp vỏ giòn, sần sùi, khiến nó có kết cấu tương tự như bánh croquette.
- Pisang goreng kremes

Món pisang goreng kremes của người Java khá giống với món pisang goreng pasir, nhưng với thành phần bột khác và kỹ thuật chiên cũng khác. Lớp phủ bột được làm từ bột gạo, chiết xuất vani và nước cốt dừa, chiên giòn trong nhiều dầu ăn nóng, tạo ra các hạt kremes giòn và giòn trong lớp phủ, tạo nên mùi thơm ngào ngạt.
- Pisang goreng madu:

Nghĩa đen có nghĩa là " chuối chiên mật ong ", mật ong được thêm vào bột, và trước khi phục vụ, mật ong được nhỏ giọt lên chuối chiên. Màu hơi sẫm do mật ong caramen hóa.
- Pisang molen: Bắt nguồn từ ảnh hưởng của Hà Lan ở Indonesia, pisang molen có nghĩa đen là "chuối xay". Không giống như các loại bánh pisang goreng phủ bột khác, bánh pisang molen được bao bọc trong lớp bột bánh ngọt mỏng hình dải băng trước khi chiên, tạo ra một kết cấu giòn bên ngoài tương tự như vỏ bánh ngọt, trong khi chuối bên trong vẫn ẩm và mềm.
- Pisang cokelat: Thường được viết tắt một cách thông tục là piscok , nó là một loại bánh kếp mỏng phủ chuối và rắc sôcôla hoặc sữa đặc sôcôla , được gấp lại và chiên giòn theo cách tương tự như làm chả giò. Nó gần giống với turon của Philippines (chuối chiên cuộn kiểu chả giò)
- Pisang nugget: Chuối chiên kiểu gà chiên cốm. Kết cấu của nó giống như pisang goreng pasir ở chỗ nó được phủ trong vụn bánh mì, tuy nhiên nó có kích thước nhỏ hơn nhiều, tương tự như hình dạng của gà chiên cốm.
- Pisang goreng telanjang: Nghĩa đen là "chuối chiên trần", nó được chiên mà không có bột. Bơ mặn hoặc bơ thực vật được thêm vào và nó có thể được phủ lên trên với phô mai cheddar bào. Pisang raja và pisang tanduk là những giống chuối thích hợp nhất để chiên mà không cần bột.
- Pisang goreng Manado: Manado pisang goreng tương tự như các món pisang goreng phủ bột khác, ngoại trừ nó được phục vụ với sambal roa, một loại sốt ớt cay làm từ cá roa hun khói và ớt tươi.

Pisang goreng
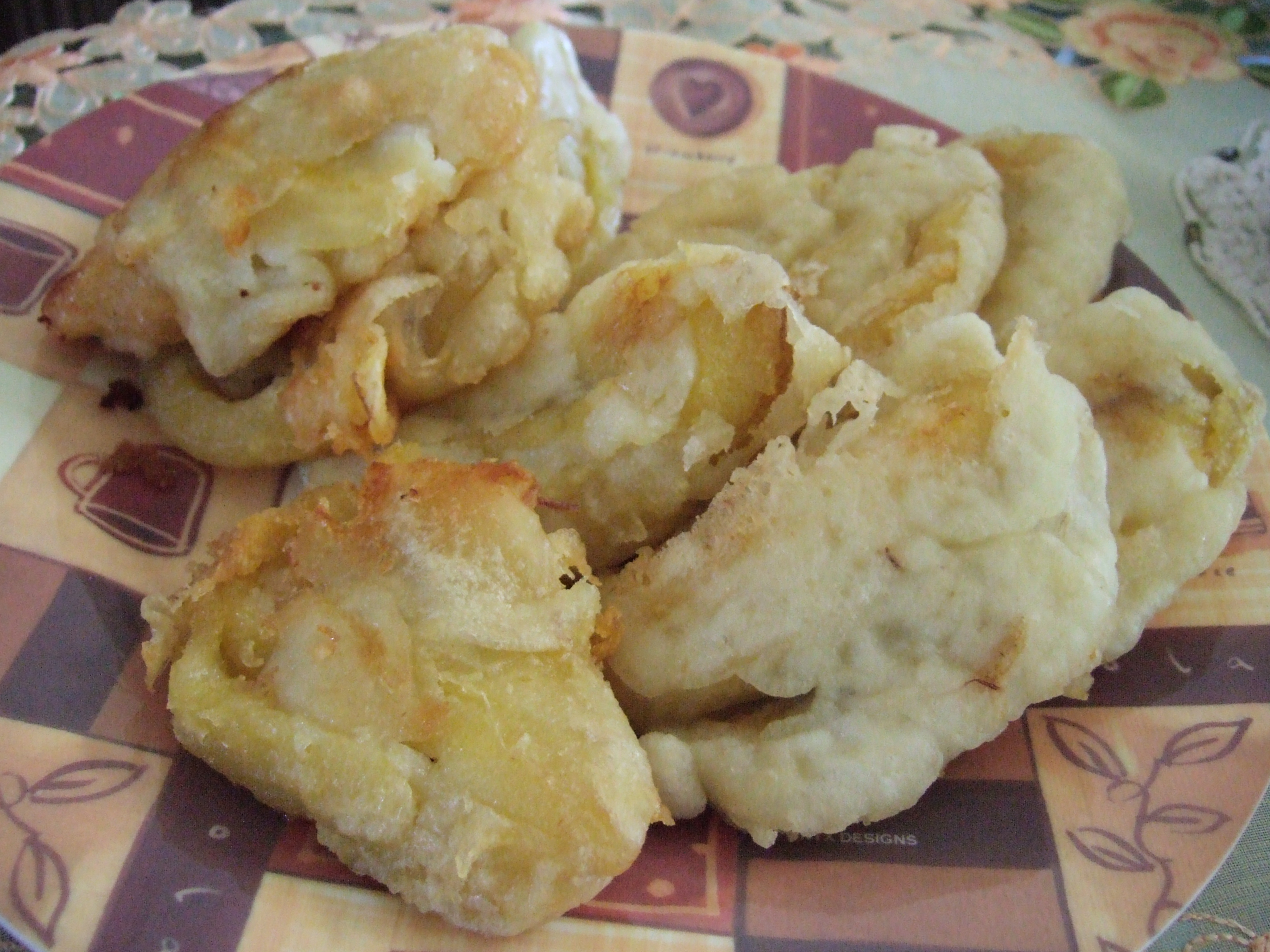
Pisang goreng với phần bột chiên nhạt màu.
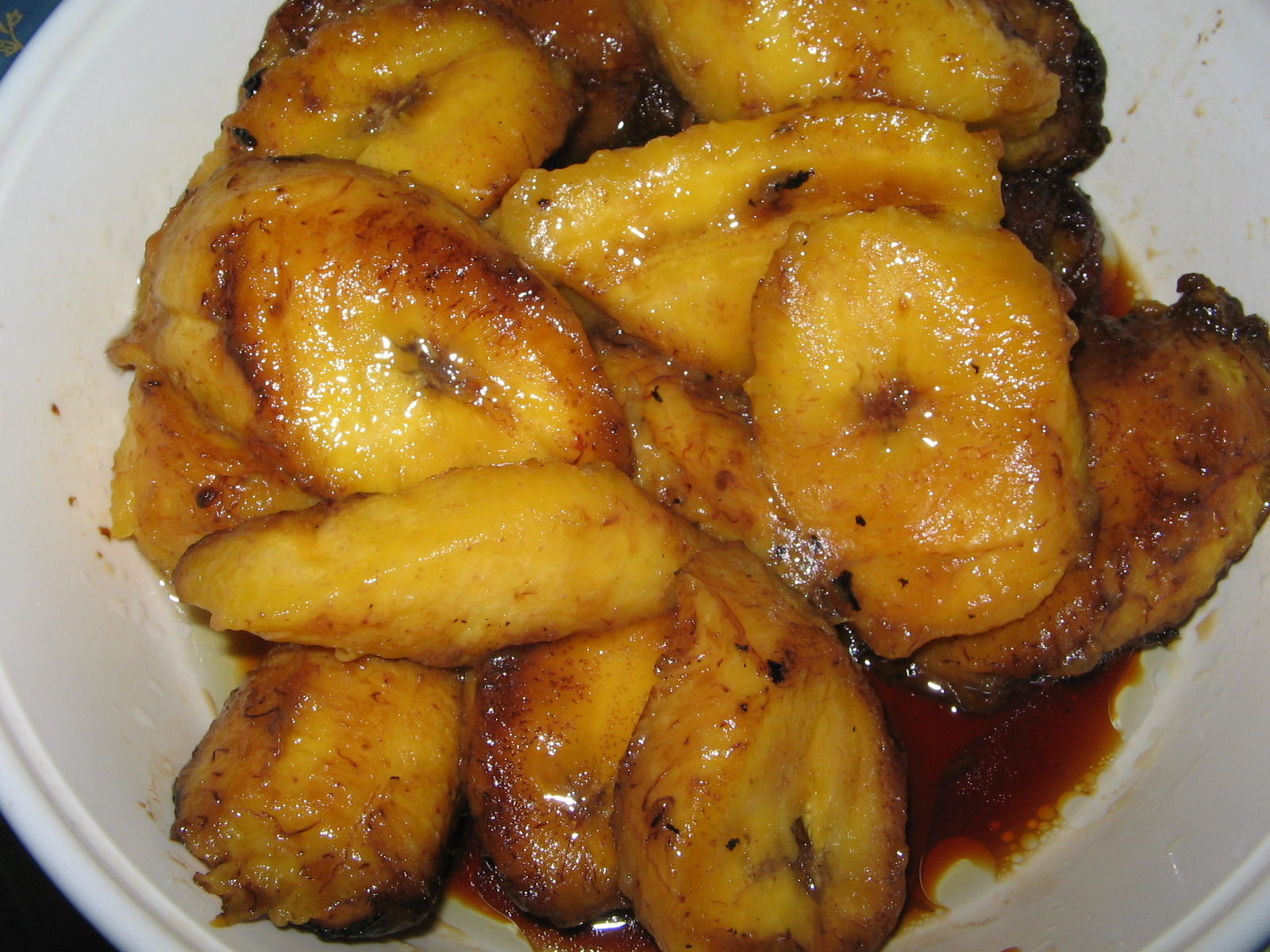
Pisang tanduk goreng không có bột.
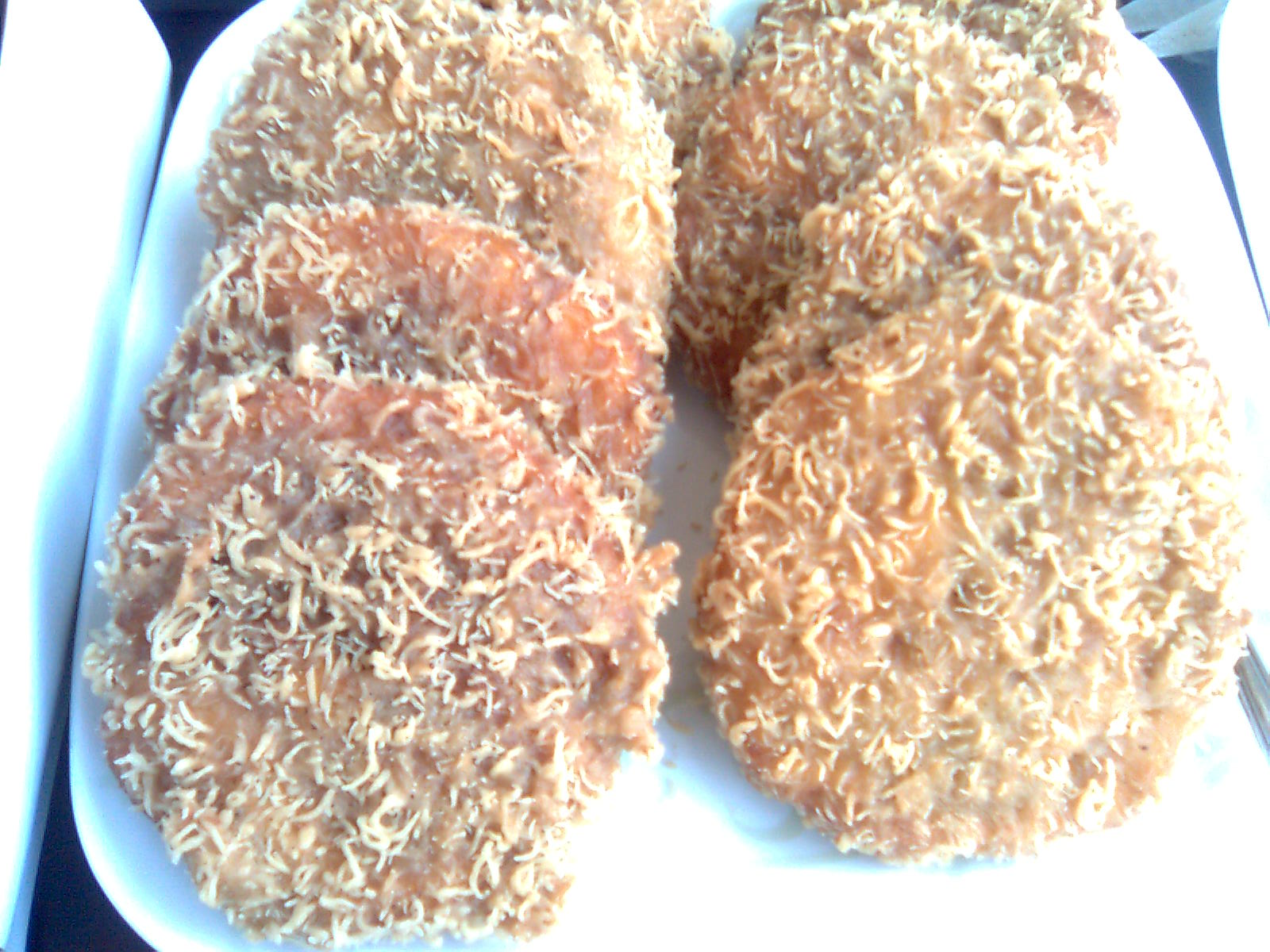
pisang goreng dạng đĩa phẳng, tương tự cơm cháy chà bông Việt Nam.
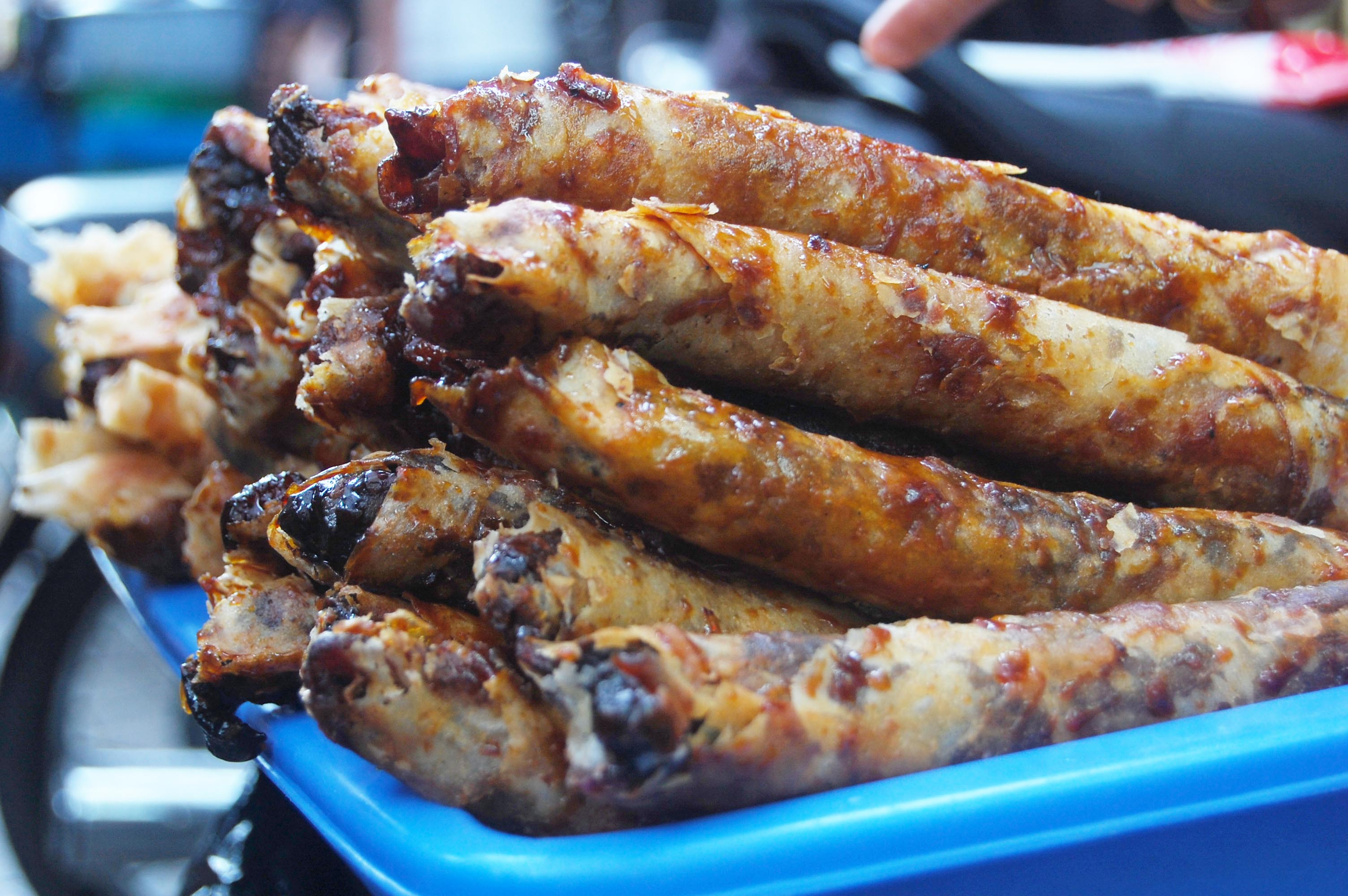
Piscok, pisang goreng với sôcôla

### Philippines

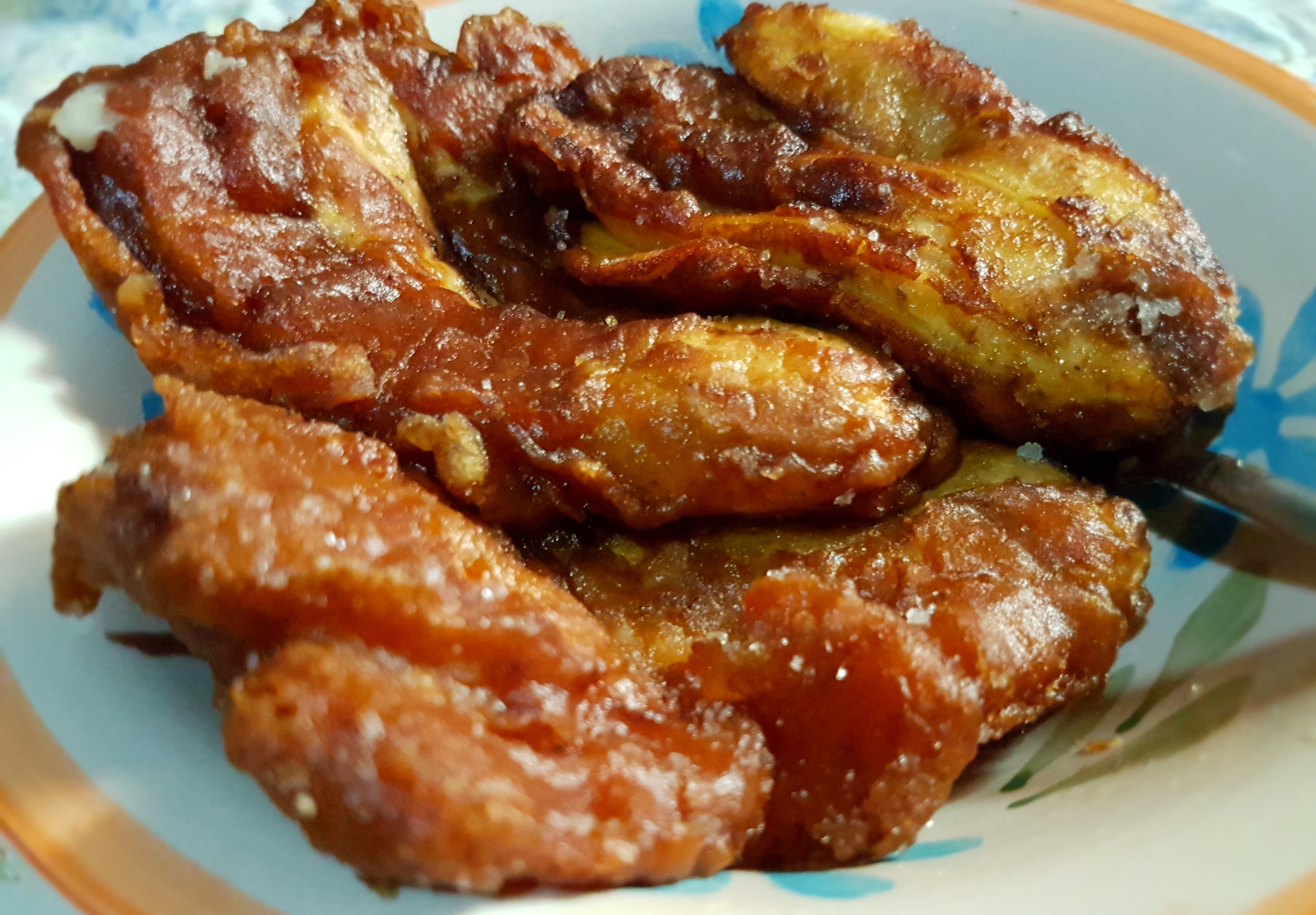
Philippines có món chuối chiên tên là maruya

Có rất nhiều món chuối chiên ở Philippines. Chúng hầu như luôn được làm từ chuối saba, một loại chuối nấu ăn bản địa được sử dụng rộng rãi trong ẩm thực Philippines. Pritong saging là chuối saba chiên (không sử dụng bột) thường được phục vụ với đường hoặc xi-rô. Chuối nấu với bột là một món ăn khác được gọi là maruya, thường được làm bằng cách nghiền hoặc cắt lát rất mỏng và tán thành hình quạt. Tuy nhiên, các món ăn đường phố phổ biến nhất của người Philippines được làm từ chuối là chuối ngự và turon. Banana cue là chuối xiên que được phủ một lớp đường caramel và được phục vụ trên xiên; trong khi turon là một loại món tráng miệng chiên xù độc đáo của Philippines và được chế biến như chiếc bánh kếp.

### Thái Lan
Kluai khaek (tiếng Thái: กล้วยแขก, phát âm tiếng Thái: [kluổi-khếc]), đôi khi được gọi là kluai tod (tiếng Thái: กล้วย ทอด, phát âm tiếng Thái: [kluổi-tót]), là một món ăn vặt đường phố nổi tiếng của Thái Lan . Kluai khaek được làm từ chuối chiên, thường được phủ một lớp mè trắng.
Đối với từ kluai trong tiếng Thái có nghĩa là "chuối" và khaek nghĩa đen là "khách" và là một từ ngữ thông tục được sử dụng cho người Ấn Độ, Hồi giáo hoặc Ấn Độ giáo. Giả sử rằng lý do nó được gọi như vậy, có lẽ là vì nó được phỏng theo công thức của những người đó.
Hiện nay, có thể coi đây là món ăn đường phố có thể dễ dàng tìm thấy ở các quán vỉa hè nói chung. Thường được bán kèm với các loại đồ ăn vặt có đặc điểm tương tự như khanom khai nok kratha (tiếng Thái: ขนมไข่นกกระทา, phát âm tiếng Thái: [kha-nổm khài-noóc kratha] - khoai lang viên chiên.
Một khu vực nổi tiếng với kluai khaek ở Bangkok là Nang Loeng, Quận Pom Prap Sattru Phai. Ở đây, có rất nhiều cửa hàng kluai tod. Người bán hàng sẽ mặc tạp dề với nhiều màu sắc khác nhau tùy theo từng cửa hàng. Họ sẽ mang bao chuối, đi xuống phố và bán cho những người chạy xe qua các tuyến phố, ngã tư trong khu vực này. Vào tháng 2 năm 2018, Cơ quan Quản lý Đô thị Bangkok (BMA) đã cấm loại hình buôn bán này.

### Malaysia

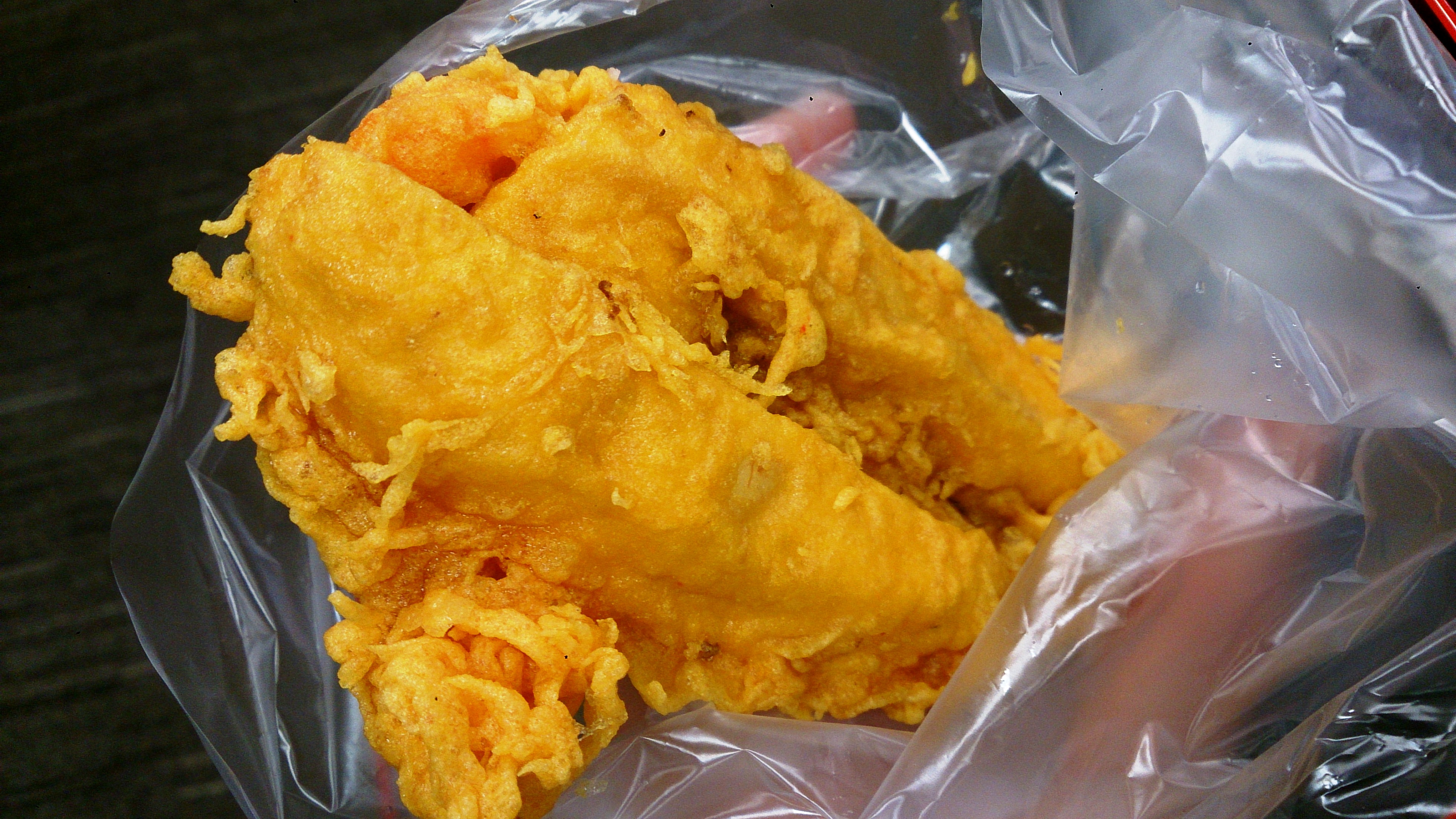
Goreng pisang tại Malaysia

Ở Malaysia, chuối chiên thường được gọi là goreng pisang trong tiếng Mã Lai. Các tên khác có thể bao gồm cekodok pisang và jemput-jemput pisang. Phong cách chiên chuối thường thấy ở Malaysia được làm bằng cách chiên ngập dầu chuối trong dầu nóng. Nó thường được tiêu thụ như một món ăn nhẹ vào buổi sáng và buổi chiều. Chúng thường được bán bởi những người bán hàng rong, mặc dù nó cũng được cung cấp như một sản phẩm tại các cửa hàng và cơ sở ăn uống.

### Tại Việt Nam

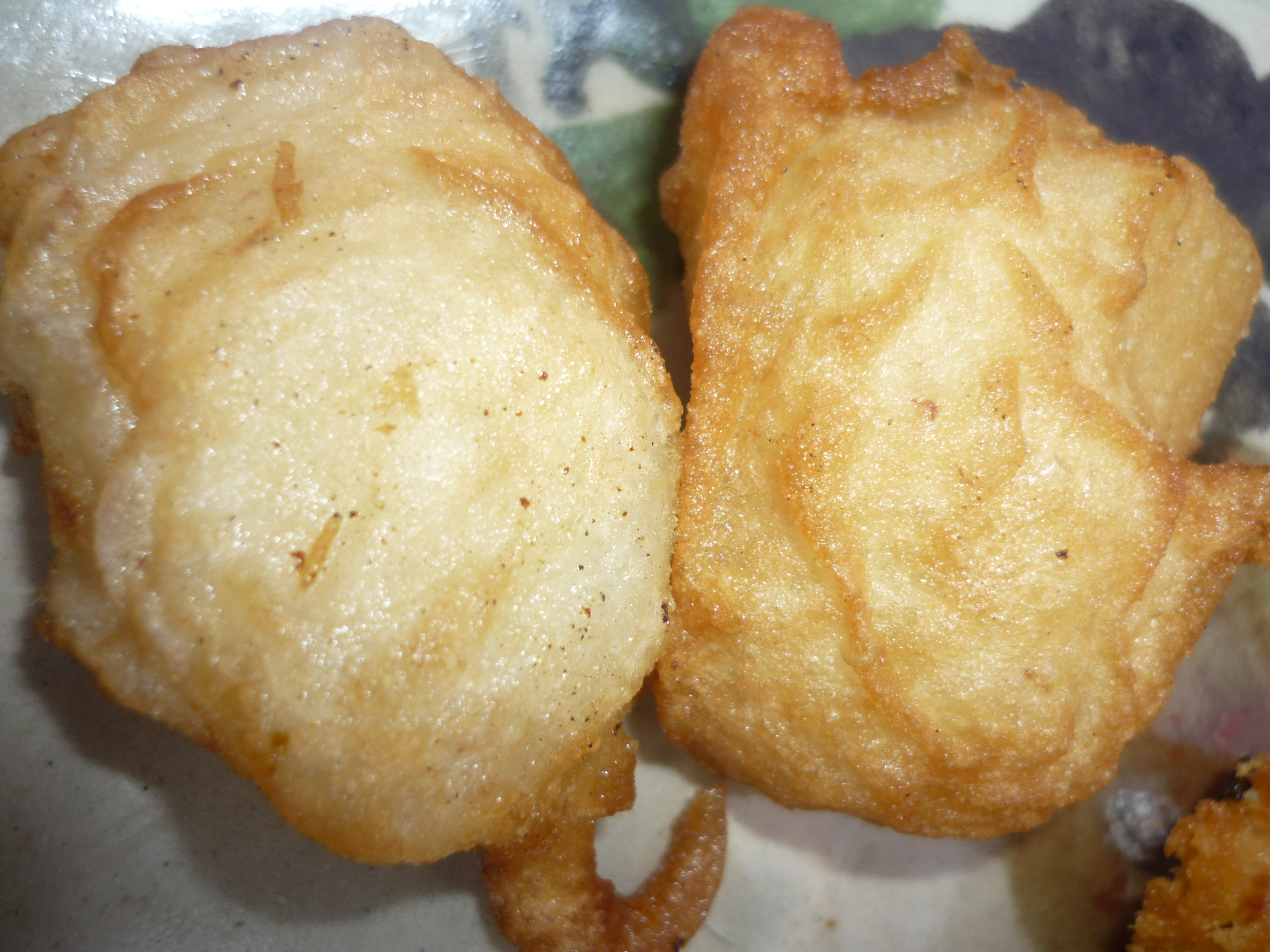
Chuối chiên Việt Nam

Bánh chuối chiên là món ăn vặt đường phố rẻ tiền không thể thiếu tại Việt Nam vào mùa đông tại Hà Nội.
Nếu có tình cờ đi qua con phố nào mà nhìn thấy một hàng rong bày bán những chiếc bánh màu vàng nóng hổi bên chảo dầu sôi là lại phải sà ngay vào gọi lấy một chiếc bánh khoai, bánh ngô hay bánh chuối để cảm nhận hương vị mùa đông.
Chính vậy, mùa đông chính  người ta thường bán những chiếc bánh vàng ươm mang tên bánh khoai, bánh ngô và bánh chuối - thứ bánh mà mùa đông nào cũng phải có. Thành phần pha với bột mì và đường, sữa tươi để nhúng chuối trước khi đem chiên không thể thiếu bột sư tử (Lion Custard - nó là chất phụ gia sử dụng trong chế biến bánh ngọt và các món chiên). Trong khi đó, bánh chuối An Giang có kích thước dài hơn so với bánh chuối Hà Nội. Thực ra món bánh chuối có nguồn gốc từ miền Nam (cụ thể là các tỉnh thành ở miền Tây) . Được bán khá nhiều trên đường phố Sài Gòn hoặc trên các hàng quán vỉa hè, trong các khu chợ khắp miền Tây sông nước. Và trong khoảng 1-2 năm gần đây, cứ vào mỗi dịp thời tiết bắt đầu chuyển đông. Các hàng quán bánh chuối An Giang lại mọc lên trên khắp các con đường tại Hà Nội. Có thể kể đến như đường Lê Văn Lương kéo dài, đường Lê Trọng Tấn, đường Phạm Hùng,... Chuối chiên ở mỗi nơi sẽ có cách chế biến khác nhau, nêm nếm gia vị phù hợp. Tuy nhiên, một trái chuối chiên được xem là ngon khi có vỏ bánh vàng rượm, giòn, không quá dày cũng không quá mỏng. Phần ruột chuối bên trong chín đều, vị ngọt, cắn đến đâu là vị ngọt béo giòn tan lan ngay đến đó.

## Thực hiện
Chọn chuối, bóc vỏ để sẵn. Tạo hỗn hợp bột bằng cách trộn bột với nước và các nguyên liệu như dầu, muối, đường, trứng gà, mật ong, hay rượu... khuấy đều đến khi bột mịn. Tiếp đến cho chuối lăn chuối qua bột, cho vào chiên trong chảo dầu đến khi chín vàng giòn. Cho chuối vào khăn giấy để hút bớt dầu thừa. Chuối chiên nóng giòn có thể dùng được ngay.
Nếu thực hiện món chuối chiên bơ thì công đoạn thực hiện như trên nhưng cần lưu ý là đun chảy bơ trong chảo không dính, lửa vừa và to. Thêm đường đỏ và chuối, mặt cắt lên trên. Nấu trong khoảng nửa phút rồi thêm rượu rum hoặc nước cam và bột quế đun thêm nửa phút nữa thì lật mặt chuối đun khoảng 1 phút nữa là xong. Cho chuối và nước sốt ra đĩa, ăn kèm kem vani, kem tươi hoặc sữa chua.